# Misumena arrogans
Misumena arrogans là một loài nhện trong họ Thomisidae.
Loài này thuộc chi Misumena. Misumena arrogans được Tord Tamerlan Teodor Thorell miêu tả năm 1881.